# Famille missionnaire de Notre-Dame
La Famille missionnaire de Notre-Dame est une communauté religieuse catholique fondée en 1946 à Saint-Pierre-de-Colombier en Ardèche et reconnue en 2005 comme institut de vie consacrée de droit diocésain. Elle est implantée dans le diocèse de Viviers.
En 2021, la Miviludes fait état d'« inquiétudes sérieuses » au sujet de l'institut, contestées par ce dernier, tandis qu'à la suite d'une visite apostolique diligentée en 2019, qui a « clairement mis en lumière des difficultés préoccupantes », l'évêque émérite Jean-Christophe Lagleize est nommé assistant apostolique de la communauté par les autorités vaticanes. En juillet 2024, l'institut et son supérieur sont jugés pour abus de faiblesse. La communauté rejette cette accusation.
Le projet d'aménagement du sanctuaire de Saint-Pierre-de-Colombier rencontre une forte opposition sur place et fait l'objet de nombreux recours judiciaires.

## Historique
La fondation de la Famille missionnaire de Notre-Dame est liée à la dévotion à Notre-Dame des Neiges. Le 23 août 1944, des femmes de la paroisse de Saint-Pierre-de-Colombier, membres de l'Action catholique, demandent à la Vierge la protection du village au moment de la retraite allemande. En remerciement, elles proposent au curé nouvellement nommé, Lucien-Marie Dorne (1914-2006) de faire ériger une statue qui est construite au cours de l'année 1946. Le 15 décembre 1946, Alfred Couderc, évêque de Viviers, bénit la statue et autorise la constitution d'un «foyer» à Saint-Pierre-de-Colombier autour du père Lucien-Marie Dorne et d'Augusta Bernard (1907-1963), originaire d'Annonay,. Ils sont rejoints par des jeunes filles aspirant à une vie religieuse. 

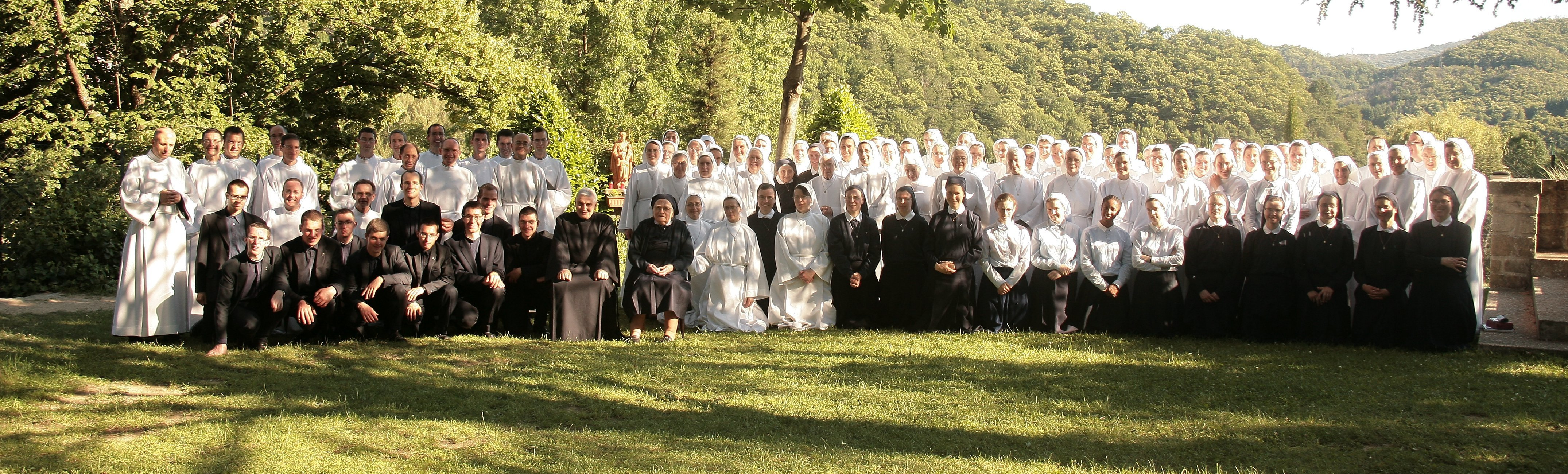
La Famille missionnaire de Notre-Dame rassemblée à Saint-Pierre-de-Colombier.

Le 7 octobre 2005, l'évêque de Viviers, François Blondel, érige la Famille missionnaire de Notre-Dame comme institut de vie consacrée de droit diocésain.
En 2006, à la suite du décès de son fondateur Lucien-Marie Dorne, Gérard Pinède, père Bernard en religion, devient le supérieur de la communauté,.
Le 24 juin 2008, la congrégation « Famille missionnaire de Notre-Dame », est reconnue par l'État.

## Essaimage de la congrégation

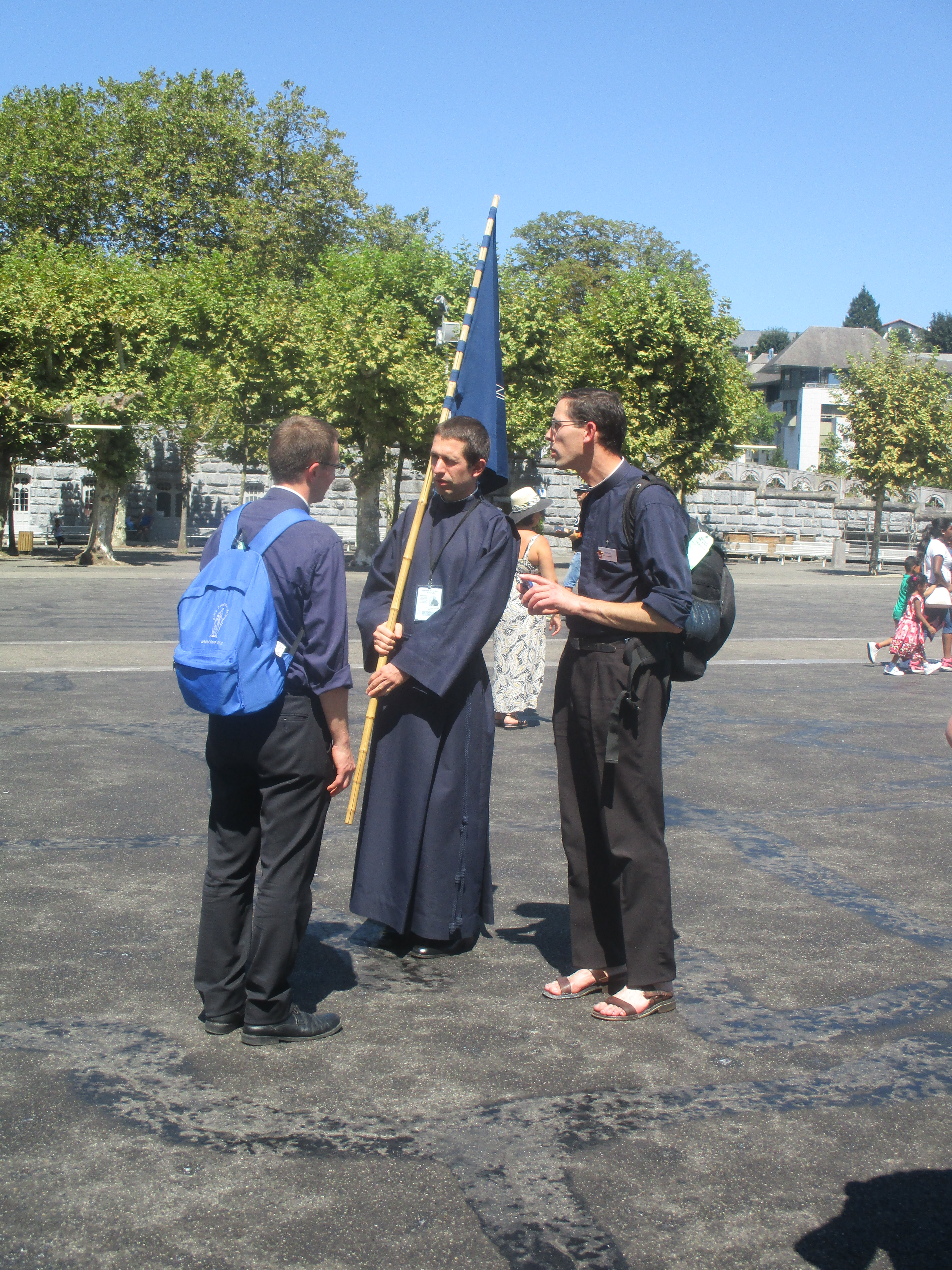
Frères missionnaires de Notre-Dame en pèlerinage à Lourdes.

Depuis la fondation du premier foyer à Saint-Pierre-de-Colombier en Ardèche (1947), la communauté s'est peu à peu implantée en diverses régions de France. En 2021, la congrégation compte 150 frères et sœurs répartis en France dans une quinzaine de foyers. Le recrutement se fait auprès de jeunes, issus le plus souvent de familles croyantes, dans des aumôneries ou à l'occasion de colonies de vacances.

### Fondations en France
Les implantations principales sont :
- Lyon (1979) dans la chapelle Sainte-Croix de Lyon dans le quartier des Brotteaux.

- Grand-Fougeray (1984).

- Sélestat (1988) dans l'ancien couvent franciscain Saint-Antoine.

- Cannes (2002) dans la villa Saint-Benoît, anciennement maison de famille où a vécu Anne de Guigné.

- Sens (2006) dans le monastère de la Nativité, maison-mère des sœurs dominicaines de l'Eucharistie.

- Bergerac (2008) dans l'ancien carmel du Sacré-Cœur, en charge de l’aumônerie de l’ensemble scolaire Sainte-Marthe-Saint-Front[9].

- Lyon Lorette (2021) dans la maison de Pauline Jaricot, sur la colline de Fourvière, propriété des Œuvres pontificales missionnaires (OPM).

### Fondations hors de France
- Litzelbergkapelle, (2012) dans la commune de Sasbach am Kaiserstuhl (Bade-Wurtemberg, Allemagne).

- Rome (2012).

## Positions politiques
La FMND défend des valeurs familiales conservatrices. Elle est notamment opposée aux lois françaises sur la contraception, l'avortement et le mariage homosexuel. Elle est réputée proche des Scouts d'Europe et des AFC.

## Un projet immobilier controversé

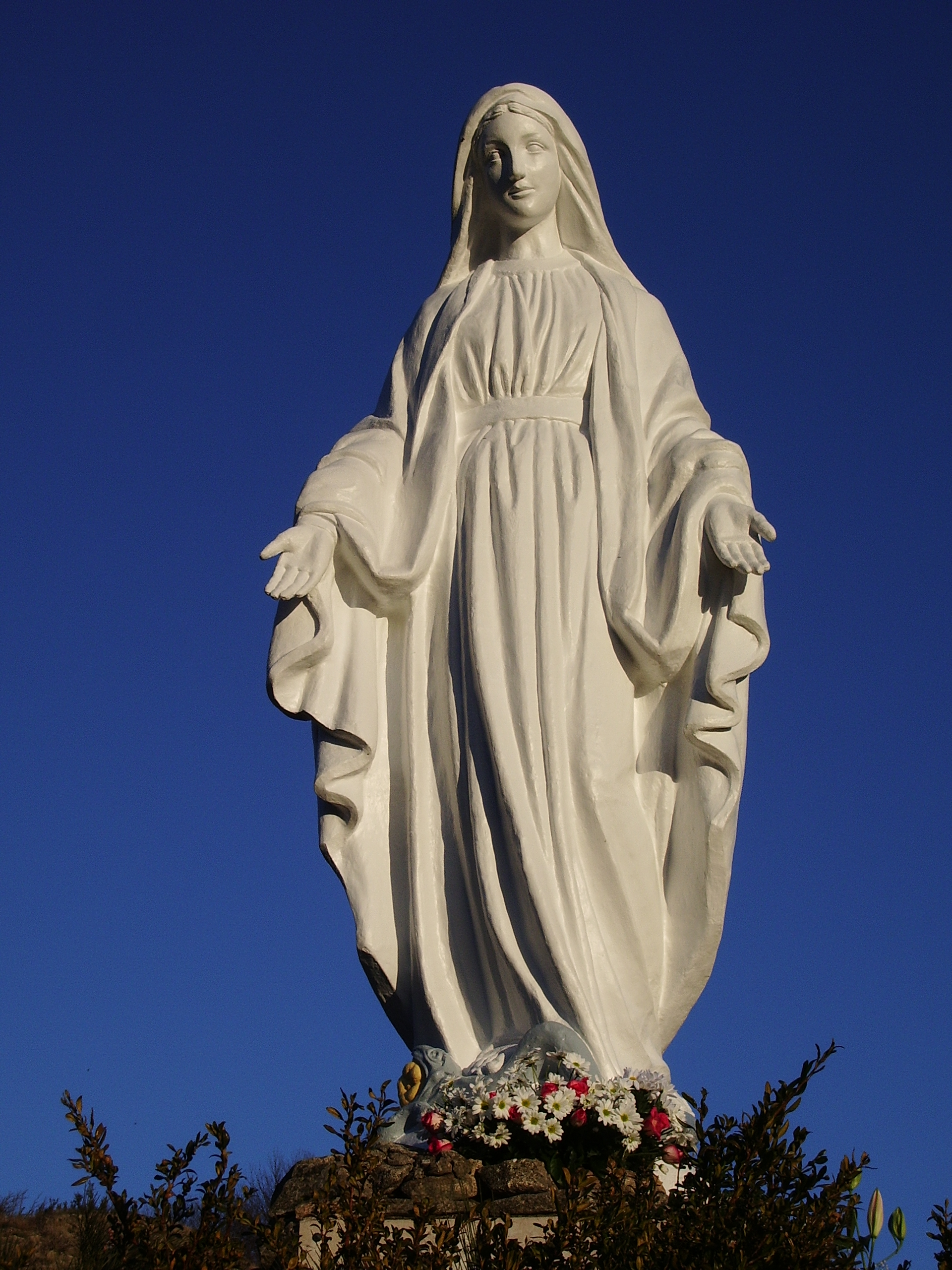
Statue de Notre-Dame des Neiges qui domine le village de Saint-Pierre-de-Colombier en Ardèche.

Les projets immobiliers de la Famille missionnaire de Notre-Dame divisent les 400 habitants de la commune de Saint-Pierre-de-Colombier,.
Après les élections municipales de 1995, les élus de Saint-Pierre-de-Colombier souhaitent limiter l'implantation de la Famille missionnaire de Notre-Dame dans la commune et refusent un projet de parking et un permis de construire pour un nouveau bâtiment. Cependant, lors des élections municipales de 2001, une liste favorable à la Famille missionnaire de Notre-Dame remporte le scrutin,. 
La Famille missionnaire de Notre-Dame (FMND) entreprend la réalisation « d’un projet immobilier composé d’un sanctuaire principal, d’annexes tels qu’un bâtiment d’accueil avec garage, une aire de dépose pèlerins ainsi qu’une passerelle piétonne passant par-dessus la rivière » qu'elle justifie par l’affluence croissante des pèlerins sur le site de la statue de Notre-Dame des Neiges à Saint-Pierre-de-Colombier. L'église, prévue pour accueillir 3500 personnes, comprend deux clochers de près de 50 m de haut. Le permis de construire est délivré par le maire de la commune en décembre 2018. Avec, selon la FMND, l'accord de l'évêque de Viviers, une première tranche de travaux commence en mai 2019 qui comprend un mur de soutènement, la passerelle, et le bâtiment d'accueil. 

### Opposition au projet et suspension des travaux (2020-2021)

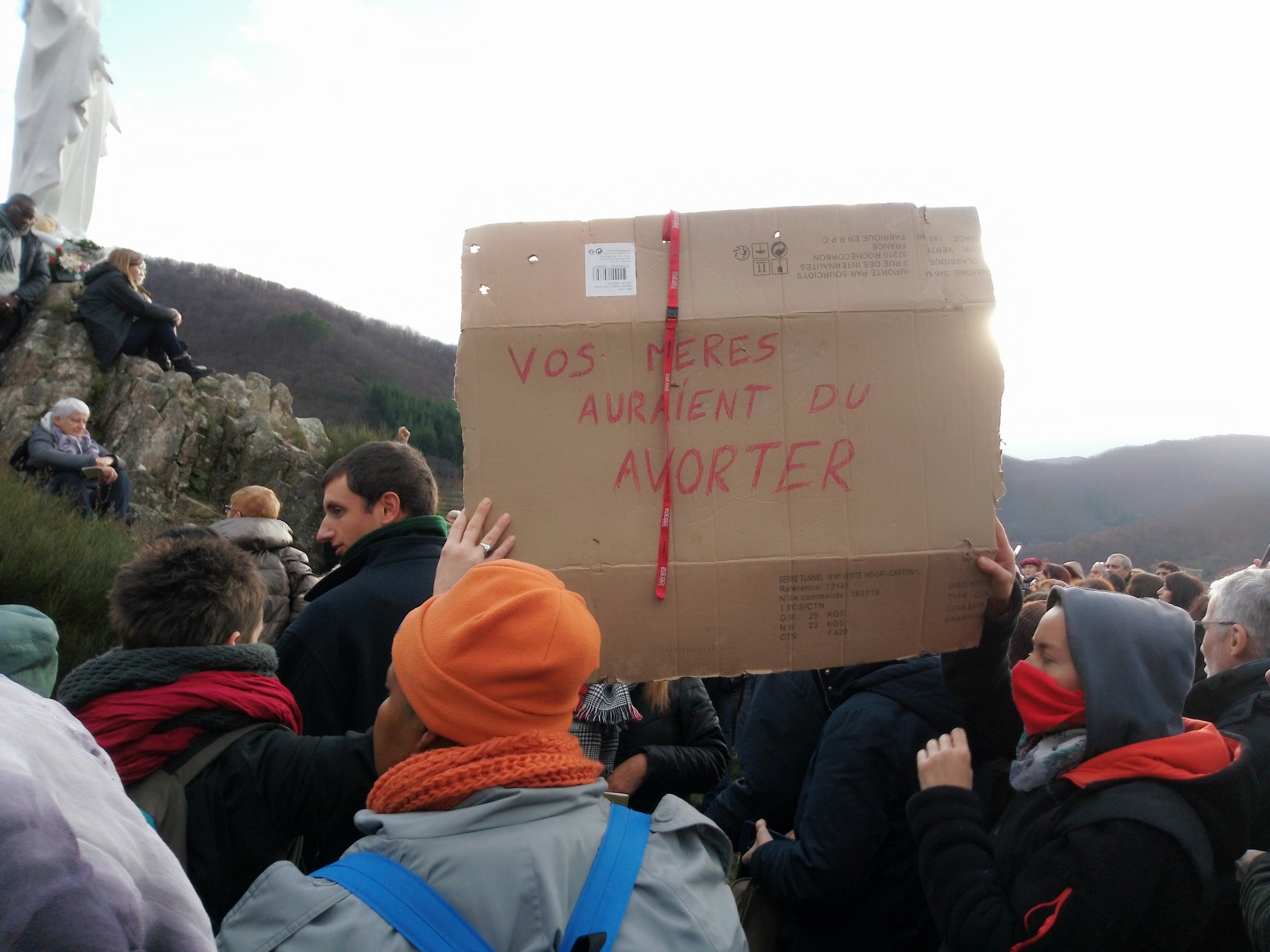
Manifestants opposés au projet de site Notre-Dame-des-Neiges le 14 décembre 2019 à Saint-Pierre-de-Colombier.

Le projet rencontre l'opposition de militants écologistes, de certains habitants, d'élus, de responsables politiques ou de représentants du parc naturel régional des Monts d'Ardèche, mais aussi de l'évêque de Viviers,, tous hostiles à un projet jugé démesuré d'un coût estimatif de 18 millions d’euros,.
Peu avant les élections municipales de mars 2020, un habitant tente de faire rayer des listes électorales 98 membres de la Famille missionnaire de Notre-Dame. Il conteste la réalité de la domiciliation des intéressés à Saint-Pierre-de-Colombier. Il dépose autant de recours devant le tribunal de proximité d'Aubenas. Mais il est débouté par le tribunal qui confirme la légalité des inscriptions des religieux sur les listes électorales.
L’État donne raison aux opposants au projet par l'arrêté préfectoral du 15 octobre 2020 qui suspend les travaux, décision contestée sans succès auprès du juge des référés le 5 février 2021,, qui confirme sa décision le 28 mai 2021. L'évêque de Viviers, Jean-Louis Balsa, puis, en appel, la Congrégation pour les Instituts de vie consacrée et les sociétés de vie apostolique rejettent en mars 2021 le projet d'une église de 3 500 places.
Dans son rapport de décembre 2021, la Chambre régionale et territoriale des comptes critique  la commune pour n'avoir pas respecté la charte du parc naturel régional en accordant le permis de construire, et le parc national régional pour n'avoir pas formulé de recours contentieux, alors qu'un processus d'artificialisation des sols semblait inévitable. 

### Reprise puis suspension à nouveau du chantier (2022-2024)
Le 31 mars 2022, le nouveau PLUi de la communauté de communes « Ardèche des Sources et des Volcans » classe le site du chantier en zone UEch (zone urbaine d'équipement), par conséquent constructible,.
En décembre 2022, le préfet de l'Ardèche lève l'arrêté du 15 octobre 2020 estimant que le chantier ne porte pas atteinte aux habitants ou aux espèces présentes sur le site, à la suite d'une étude environnementale produite par la FMND. Cependant seul le chantier des bâtiments d’accueil des pèlerins peut se poursuivre, l'évêque de Viviers ayant interdit en septembre 2020 la construction de l'église,. À la suite de cet arrêté, les opposants au projet, Les Ami·es de la Bourges, déposent en janvier 2023 un recours pour empêcher la reprise des travaux. Cette demande est rejetée en février 2023 par le tribunal administratif de Lyon.
Dans son jugement du 16 mars 2023, le tribunal administratif de Lyon rejette la requête d'annulation du permis de construire. Cette requête, formulée plus de deux mois après son affichage sur le terrain, est considérée comme irrecevable en raison de l’expiration du délai de recours contentieux. Les requêtes concernant une éventuelle fraude et l'impact sur la biodiversité sont également rejetées. Malgré l'appel formé le 15 mai 2023 par les opposants au projet, le jugement est confirmé le 30 juin 2023 par la cour administrative d'appel de Lyon.

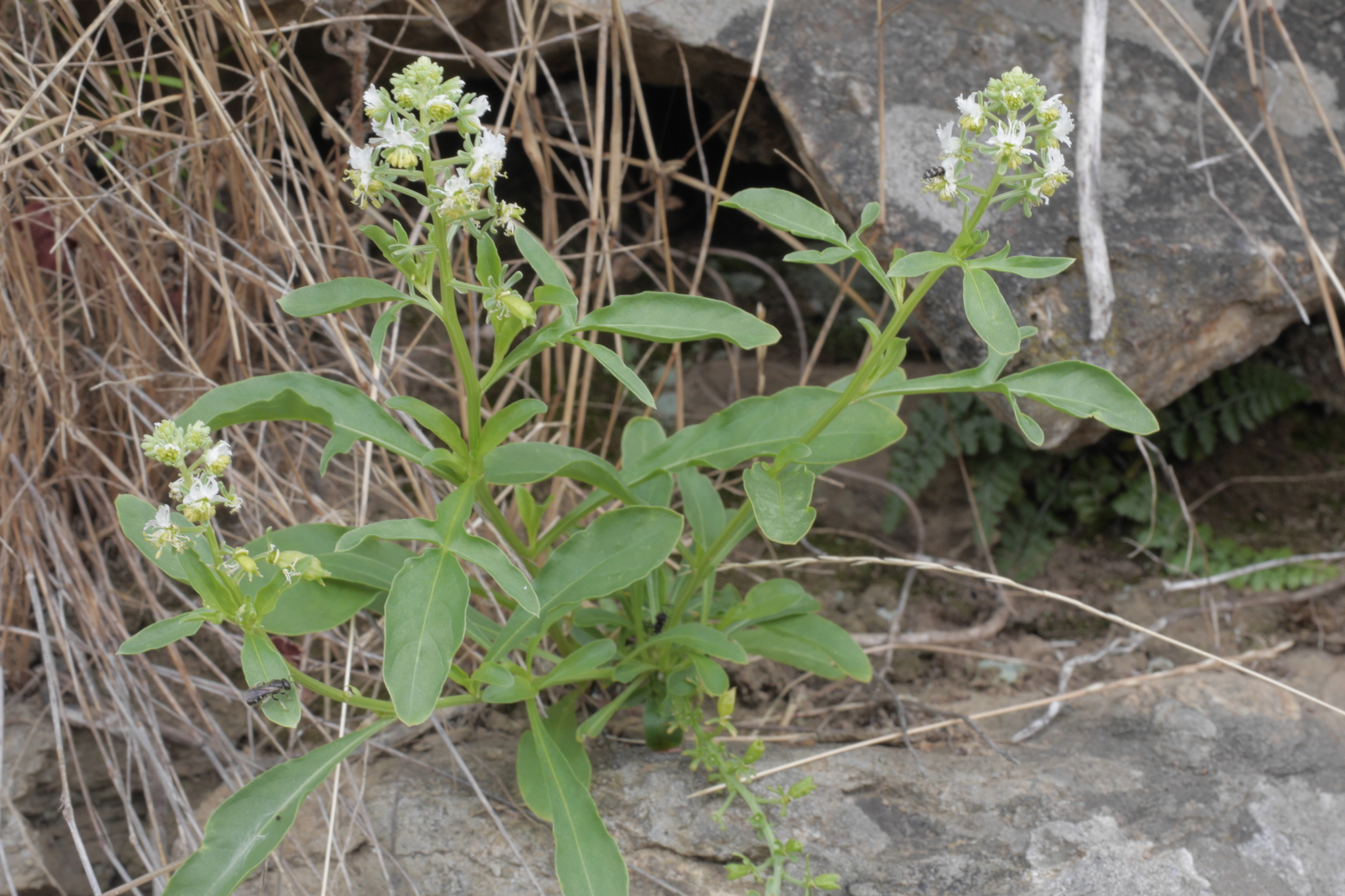
Réséda de Jacquin, une plante protégée au niveau régional présente sur le site de construction.

Le 12 octobre 2023, des militants de l'association Les Ami·es de la Bourges bloquent le chantier pour s'opposer à la poursuite des travaux commencés deux jours auparavant. Ils ont la veille déposé une plainte pour « destruction d’espèce protégée », faisant valoir la présence sur le site du réséda de Jacquin, une « espèce endémique franco-espagnole rarissime » protégée depuis 1990, découvert en mai 2023 par l'Office français de la biodiversité. Le 14 octobre, des heurts les opposent à des membres de la FMND venus protéger le chantier. La vidéo d'une religieuse plaquant au sol un militant écologiste devient virale et fait le tour des réseaux sociaux,,,. Dans un communiqué de presse, Sophie Elizéon, préfète de l'Ardèche condamne les violences et les atteintes aux biens et rappelle que « pour l'heure, rien ne s’oppose à la poursuite des travaux »,,. Le 6 novembre 2023, les opposants au projet immobilier obtiennent cependant en référé la suspension temporaire des travaux, le temps qu'une étude d'impact soit réalisée,. La Famille missionnaire de Notre-Dame annonce faire appel de cette ordonnance. Le 8 février 2024, la Cour d'appel de Nîmes se déclare incompétente sur la question des espèces protégées. « Elle considère que le tribunal judiciaire n’a pas à se prononcer sur cette affaire et qu’elle revient au tribunal administratif. Concrètement, cela casse la décision du tribunal de Privas et lève la suspension des travaux. » Le dossier est renvoyé vers la préfète de l'Ardèche qui décide par un arrêté du 18 mars de suspendre les travaux dans l'attente de l'obtention d'une demande de dérogation à l'interdiction de destruction d'espèce protégée ou la production d'une étude environnementale complémentaire attestant l'absence d'impact résiduel négatif significatif sur le réséda de Jacquin pendant les travaux,.

## Suspicions de dérives sectaires

### Signalements de l'Avref auprès du diocèse en 2007 et 2008
En 2007, l'Avref, association d'aide aux victimes des dérives de mouvements religieux en Europe et à leurs familles, reçoit des témoignages convergents, issus de sources diverses (laïcs et prêtres), qui conduisent l'association à alerter l’évêque de Viviers, François Blondel, « sur des déviances très graves observées au sein de la Famille missionnaire de Notre Dame (FMND) [...] signalées par des personnes différentes vivant dans des régions différentes et qui ne se connaissent pas entre elles. ».  
Dans sa lettre adressée à l'évêque, l'association rapporte que « beaucoup de jeunes gens et de jeunes femmes entrent à la FMND sans avoir terminé leurs études et sans un discernement suffisant. » Selon les témoignages reçus « dans certaines communautés, les membres n'ont aucune liberté de penser et subissent un endoctrinement permanent des responsables dont beaucoup ont une conception fondamentaliste de la religion et dont certains ont une vision apocalyptique du monde. Ils seraient constamment épiés et n'auraient aucune liberté même dans la réalisation des tâches matérielles. Beaucoup doivent s’inscrire sur les listes électorales dans une commune qui leur est désignée et où ils n'habitent pas habituellement et doivent voter pour une liste qui leur est indiquée aux élections municipales. Les confessions des membres sont pratiquées exclusivement par des prêtres de la communauté ; certains confesseurs utilisent les informations qu'ils ont reçues dans le secret pour manipuler les personnes. Il est fait trop souvent appel à des exorcistes. De nombreux membres sont coupés du monde extérieur et coupés de leur famille. Certains prêtres ont des exigences vis à vis des laïcs qui ne sont pas réalistes. Plusieurs personnes nous ont signalé qu’elles craignaient ou [avaient] subi des représailles de la part d'un membre de la FMND. »
En 2008, après le témoignage alarmant de parents d’une jeune femme entrée à l'âge de 17 ans à la FMND, qui en était sortie par la suite dans un état de santé très détérioré, l’Avref adresse un nouveau courrier à l’évêque qui ne donne aucune suite. 
Un nouveau signalement parvient à l'Avref en 2012 qui évoque « la pression sur les consciences de la part des prêtres lors des confessions » et l’assujettissement de « personnes qui, peu à peu, n'existent plus par elles-mêmes ou à peine et qui, pour la plupart, n'ont plus la force ni la capacité de s'en sortir. »,. 

### Le rapport de la Miviludes (2018-2020)
Dans son rapport d'activité 2018-2020 publié le 22 juillet 2021, la Mission interministérielle de vigilance et de lutte contre les dérives sectaires indique que la Famille missionnaire de Notre-Dame (FMND) « a fait l’objet depuis 2018 d’une dizaine d’interrogations et [de] trois témoignages très circonstanciés qui soulèvent des inquiétudes sérieuses ».
Le rapport fait état de témoignages qui évoqueraient le recrutement de personnes jeunes, manquant de maturité et de discernement (« de jeunes adultes peu structurés, à la personnalité malléable, n’ayant pas encore aiguisé leur esprit critique »). La congrégation exercerait une limitation drastique des contacts entretenus par les membres avec l’extérieur et même avec leur propre famille. Les correspondances seraient lues et censurées, il ne serait pas possible de sortir voir sa famille et les appels seraient également très limités.
Les témoignages évoquent aussi les difficultés d’accès aux soins médicaux, font état d’une manipulation des membres, notamment par les confesseurs, qui répéteraient ce qui est dit, et culpabiliseraient les confessants pour leur enlever leurs repères. Un culte de la personnalité a également été évoqué à plusieurs reprises à propos du dirigeant. Certaines personnes travaillant en interne pour cette congrégation seraient également très peu rémunérées et mal nourries. Enfin, un harcèlement financier serait opéré sur les membres du mouvement pour obtenir des fonds. Il est fait état du legs des biens avant l’intégration définitive des membres.

#### Contestation du rapport de la Miviludes par la FMND
Dans un communiqué du 20 août 2021, la FMND dénonce les procédés de la Miviludes qui « rapporte sans les avoir vérifiés des
propos anonymes sans fondement », et regrette que l’organisme n’ait « jamais pris contact avec la communauté, ni rencontré aucun de ses membres ». 
Dans son édition du 23 août 2021, Le Dauphiné libéré indique avoir reçu « une quinzaine de témoignages » pour protester contre le rapport qu'ils jugent « calomnieux », « à sens unique » et même « diffamatoire ». Le supérieur de la communauté, le père Bernard Pinède, dément le contenu des témoignages reçus par la Miviludes concernant la coupure des membres d'avec leurs familles, les difficultés d'accès aux soins médicaux, la manipulation des membres de la communauté, le non-respect du secret de la confession et les legs avant l'intégration définitive des membres. La FMND déplore que le témoignage favorable de deux parents envoyé en octobre 2019 n'ait pas été pris en compte dans le rapport de la Miviludes. D’autres parents de membres de la FMND ont témoigné par courriel auprès du Dauphiné libéré du bien-être de leurs enfants. L'article reproduit les témoignages de 6 membres qui se disent épanouis au sein de la communauté.

### La visite apostolique de 2019 et ses suites
En 2019 la Famille missionnaire de Notre-Dame (FMND) fait l'objet d'une visite apostolique,. Dans un communiqué publié le 14 décembre 2021, Jean-Louis Balsa, évêque de Viviers, annonce que Jean-Christophe Lagleize, évêque émérite de Metz, a été nommé le 11 novembre 2021 par le Saint-Siège assistant apostolique de la Famille missionnaire de Notre-Dame (FMND). 
La Congrégation pour les instituts de vie consacrée indique que la visite apostolique a « clairement mis en lumière des difficultés préoccupantes concernant principalement l’exercice de l’autorité et l’obéissance, la qualité de la formation des membres et l’auto-référentialité du groupe » et précise qu'« il n’est pas exact, malheureusement, que les conclusions de la visite apostolique étaient positives, comme certains ont pu le dire ». Elle a demandé que le chapitre général de la FMND, prévu en janvier 2022, soit suspendu. 
Jean-Christophe Lagleize indique que « Rome [lui] demande d’aider à ajuster pour la période actuelle les constitutions de la Famille missionnaire, en lien étroit avec Mgr Balsa, pour permettre une juste représentation des membres à travers les conseils et le chapitre général. »,.

### Poursuite pour abus de faiblesse de la FMND et de son supérieur
Une enquête préliminaire est déclenchée en 2021 à la suite de la plainte de cinq anciens membres, quatre femmes et un homme, pour des faits qui se seraient produits entre novembre 2015 et octobre 2020. Ils mettent en cause l'emprise de la congrégation,. L'enquête révèle de nombreuses dérives : « organisation pyramidale coercitive, fonctionnement en vase clos, diabolisation de la société, privations plaçant les personnes en état de sujétion, isolement des membres vis-à-vis de leurs familles mais aussi entre eux ». Le supérieur de la FMND, Gérard Pinède, père Bernard en religion, est poursuivi pour « abus de faiblesse sur personnes en état de sujétion psychologique ». Les plaignants se constituent parties civiles. L'affaire est renvoyée devant un tribunal correctionnel,.  
Le procès de Gérard Pinède et de la FMND, qui devait se tenir initialement le 21 mars 2024, a lieu les 4 et 5 juillet, « sur deux jours, le dossier étant volumineux. ». Il s'ouvre sur l'examen d'une série de points de nullité et d'une question prioritaire de constitutionnalité. Les avocats de la défense, dont Jérôme Triomphe, proche des milieux catholiques traditionalistes, font valoir que l'article réprimant l'abus de faiblesse, qui permettrait selon eux de sanctionner un religieux dans le simple exercice de son autorité de supérieur, est en contradiction avec la liberté religieuse. Ils demandent la saisine de la Cour de cassation afin qu'elle transmette leur requête au Conseil constitutionnel. Selon l'avocate de deux des parties civiles, il s'agit de moyens dilatoires de la partie adverse : « Le fait de soulever ces exceptions va entraîner des délais de procédure et évidemment ces exceptions, si elles étaient retenues par le tribunal joueraient en faveur de leur client. »,
Le président du tribunal indique qu'il est reproché à la FMND d'avoir recruté des jeunes gens fragiles, soumis à « des conditions de vie particulièrement contraignantes sans aucun repos, afin d'altérer le jugement par l'épuisement physique, avec un manque d'intimité total » ; de les avoir privés « de moyens financiers et de communication pour les isoler de l'extérieur et de leur famille » ; d'avoir exercé sur eux d'autres maltraitances « aboutissant à une dépersonnalisation en faveur d'une pensée unique sous l'égide du père Bernard et de la mère Magdeleine, religieux sacralisés ». Selon l'un des avocats des parties civiles, plusieurs membres de l'institut ont tenté de mettre fin à leurs jours,. Dans un communiqué, la FMND remet en cause le 11 juillet les témoignages des plaignants et déplore que sur les 156 membres de la communauté seulement six aient été selon elle « entendus de manière superficielle ». Selon l'institut, les accusations et les poursuites dont il fait l'objet s'inscrivent dans le calendrier des opposants au projet immobilier, présents au tribunal parmi le public, « certains ne faisant pas mystère de leur anticléricalisme »,.  
Le 1er août 2024, le tribunal de Privas rejette les exceptions de nullité et la question prioritaire de constitutionnalité soulevés par la FMND et demande un supplément d'information. Le procès sur le fond des accusations contre l'institut et son supérieur doit se tenir les 24, 25 et 26 septembre 2025,.